# Encarsia pinella
Encarsia pinella är en stekelart som beskrevs av Svetlana N. Myartseva 2001. Encarsia pinella ingår i släktet Encarsia och familjen växtlussteklar. Inga underarter finns listade i Catalogue of Life.